# Ned's Atomic Dustbin
Ned's Atomic Dustbin är ett brittiskt rockband som bildades 1987 av medlemmarna Jonn Penney (sång), Rat (gitarr), Alex Griffin (bas), Matt Cheslin (bas) samt Dan Warton (trummor).
Första singeln släpptes 1990 "Kill Your Television" och ledde till ett kontrakt med Sony Music. Debutalbumet "God Fodder" kom ut 1991. Övriga album släppta av bandet är "Are You Normal" (1992), "Brainbloodvolume" (1995). Därefter har också olika former av "best of" och bootlegs släppts.

## Bandmedlemmar
Originalbesätning (1989–1995, 2008–)
- Jonn Penney – sång
- Gareth "Rat" Pring – gitarr
- Alex Griffin – basgitarr
- Matt Cheslin – basgitarr
- Dan Worton – trummor

Medlemmar (2000–2008)
- Martin Warlow – gitarr
- Andy King – basgitarr

Övriga medlemmar
- Wiz – gitarr (turnerande medlem 1995)
- Floyd – gitarr (turnerande medlem 1995)
- Tracy – sång (1988–1989)

## Diskografi (urval)
Studioalbum
- 1991 – God Fodder
- 1992 – Are You Normal?
- 1995 – Brainbloodvolume

Livealbum
- 2001 – One More: No More
- 2004 – Session (studio live)
- 2008 – Shoot The Neds!
- 2009 – Reunited: 21 Years 21 Songs

Samlingsalbum
- 1994 – 0.522
- 1998 – Intact - The Singles Collection
- 2003 – Terminally Groovy: The Best of Ned's Atomic Dustbin
- 2007 – Some Furtive Years: A Ned's Anthology
- 2012 – Anthology (CD) / Nothing Is Cool (DVD)

Singlar (topp 100 på UK Singles Chart)
- 1990 – "Kill Your Television" (#53)
- 1990 – "Until You Find Out" (#51)
- 1991 – "Happy" (#16)
- 1991 – "Trust" (#21)
- 1992 – "Not Sleeping Around" (#19)
- 1992 – "Intact" (#36)
- 1995 – "All I Ask of Myself Is That I Hold Together" (#33)
- 1995 – "Stuck" (#64)